# For Fædrelandet
For Fædrelandet er en dansk stumfilm fra 1913 med instruktion og manuskript af K.V. Høyer.

## Handling
Denne artikel mangler et handlingsreferat. Hjælp os med at skrive det.